# Župnija Sv. Marija v Puščavi
Župnija Sv. Marija v Puščavi je rimskokatoliška teritorialna župnija dekanije Maribor mariborskega naddekanata, ki je del nadškofije Maribor.

## Sakralni objekti
- Cerkev Device Marije Puščava, župnijska cerkev.